# 翁貝拉-姆波科省
翁貝拉-姆波科省 （法語：Prefecture d'Ombella-M'Poko）是中非共和国16省之一，首府博阿利。该省与刚果民主共和國接壤。根據2003年人口普查，該省人口为356,725 人，面积为31,825平方公里。